# 香港年宵市場

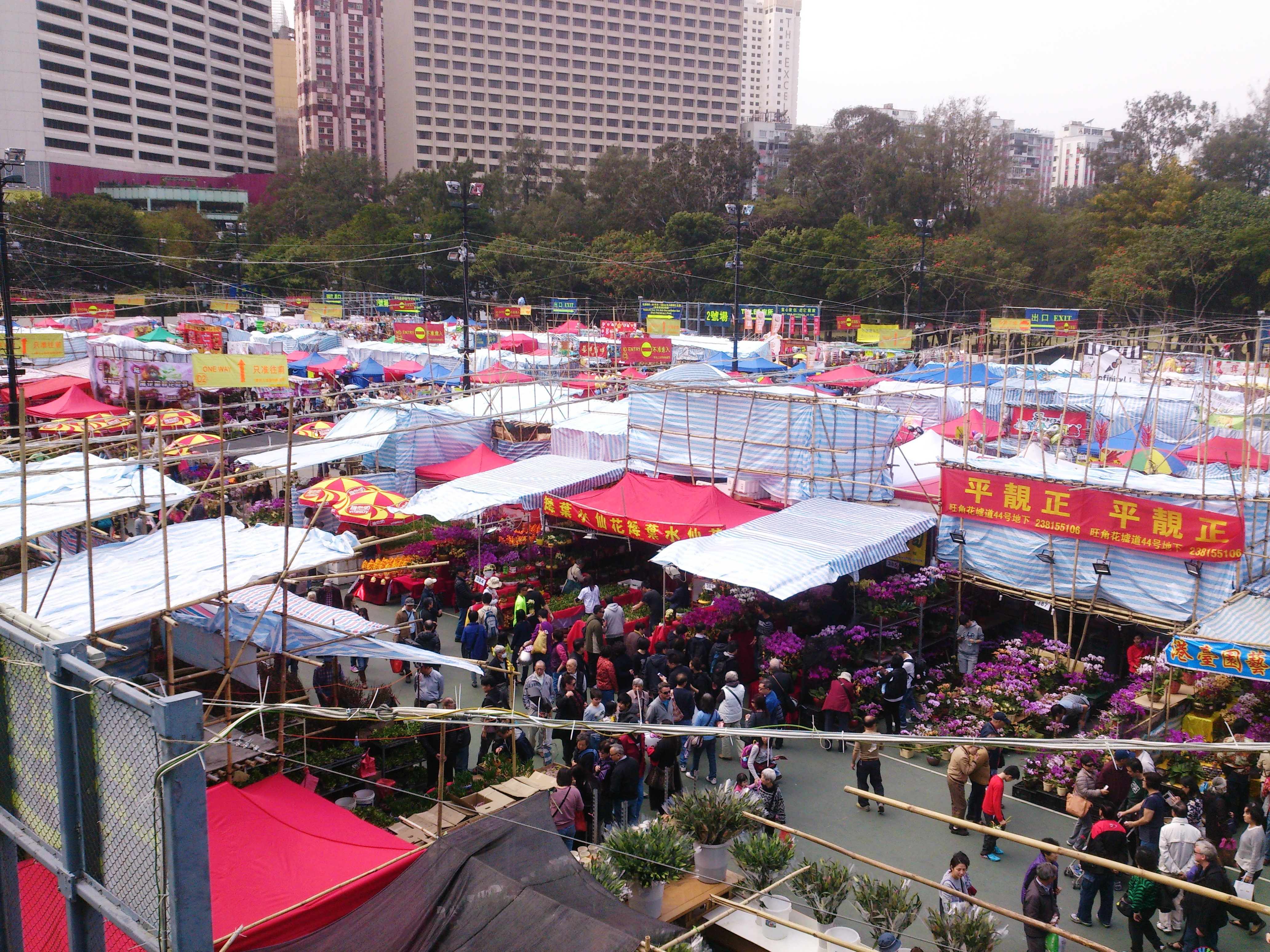
維多利亞公園2015年年宵市場。

香港年宵市場是指農曆新年前後設置於香港的年宵市場。

## 歷史
香港主權移交前，政府年宵市場每年農曆新年由區域市政局及香港市政局舉辦。香港回歸後，由食物及環境衞生署負責。舉行日期為每年農曆十二月廿四日（2011年及2014年起為廿五日），至正月初一日清晨七時結束，全部均為戶外舉行，較受天氣影響。此外，亦有一些未經許可於街道上由無牌小販組成的年宵市場，以及其他機構租用場地舉辦的年宵市場或市集，部份於農曆新年假期後才結束。

## 攤位類型
香港的年宵市場內分「濕貨攤位」、「乾貨攤位」和「快餐攤位」。
濕貨攤位主要是售賣年花（如水仙、年桔、桃花等等）。
乾貨攤位售賣的貨品大多是該年的生肖有關的物品，如風車、氣球、玩具等，有些是由經營者設計。有部分攤檔會售賣乾性食品和其他物品（熟食除外）。但亦有部份物品是直銷物品，如清潔用品等等。部份攤位的收益會捐贈給慈善機構。也有攤位是政治團體用作宣傳及籌募經費。
快餐攤位是現場售賣快餐、小吃、飲品的攤位，供行年宵的市民遊客充飢，如：魚蛋、燒賣、格仔餅等。快餐攤位可售賣預先煮熟的快餐食品、樽裝及非樽裝飲品、雪糕、麵包西餅和即場加工處理的即食小食，但亦只限在這些攤位範圍售賣。於食環署年宵市場經營快餐攤位者須領有食物環境衛生署簽發的臨時食物製造廠牌照及遵守有關衞生規定。

## 政府年宵市場
全港總共有15個戶外年宵市場，分別位於：
港島
- 銅鑼灣維多利亞公園

九龍
- 深水埗花墟公園
- 深水埗長沙灣遊樂場

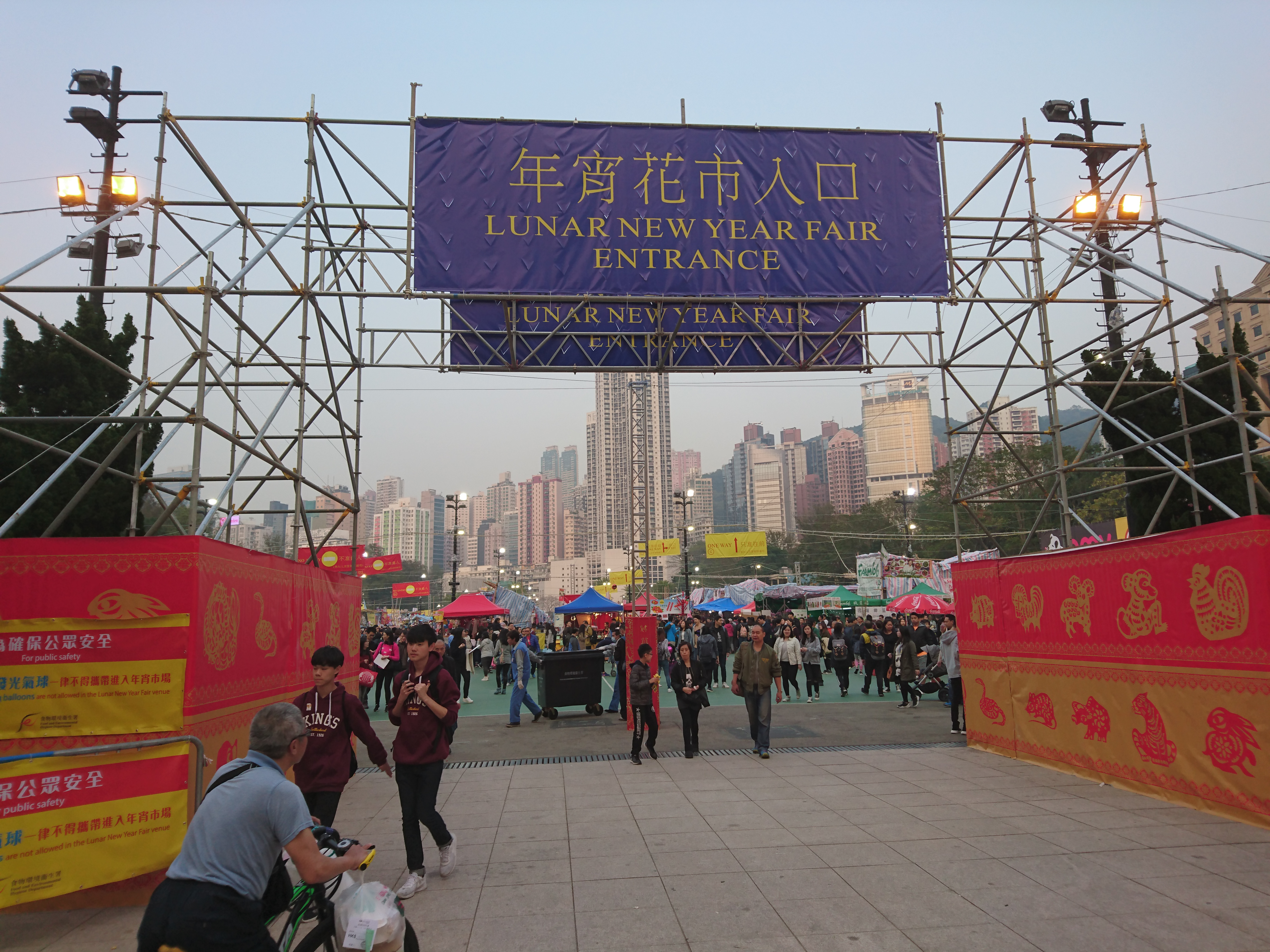
2018年維多利亞公園年宵花市入口

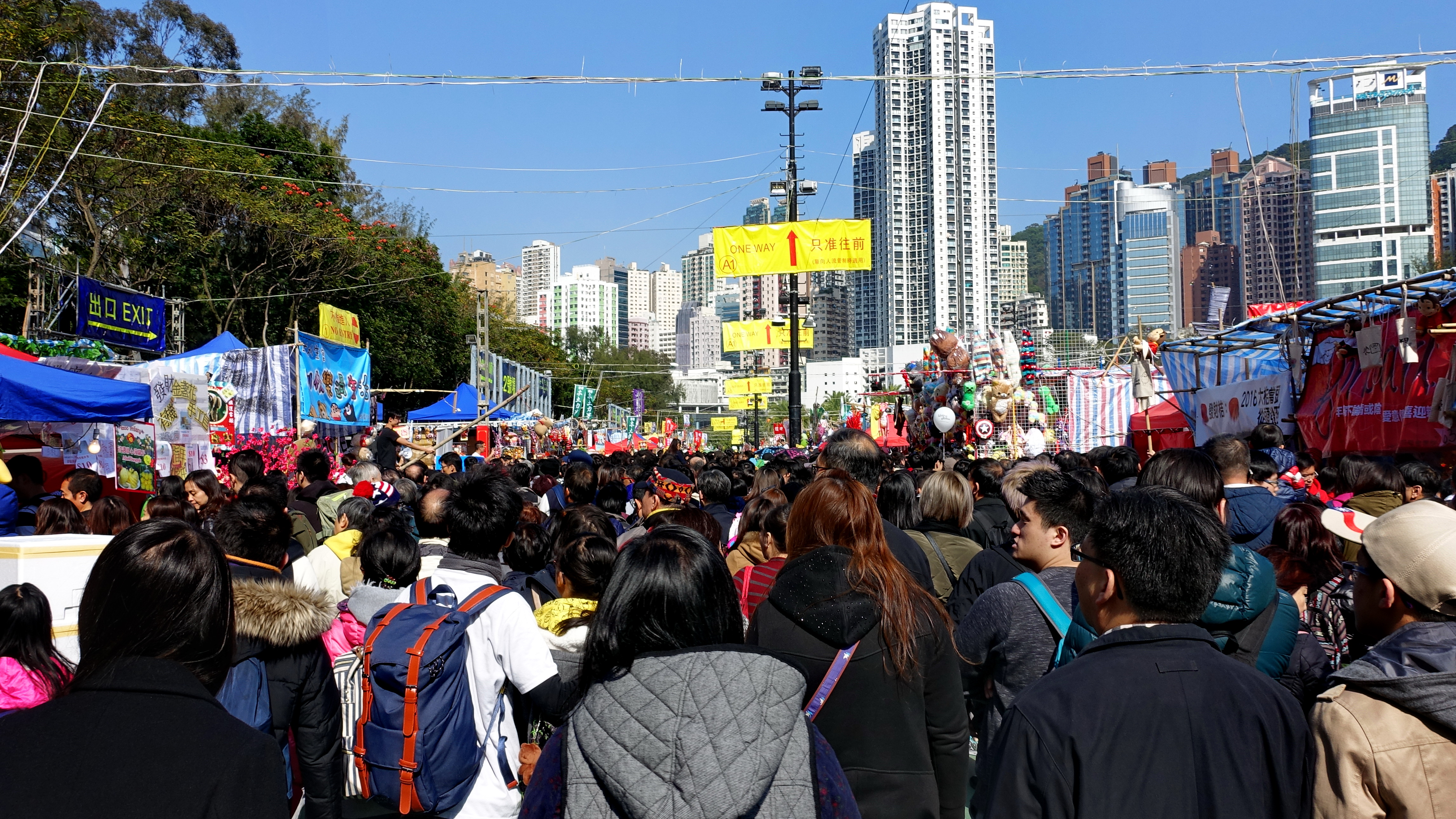
2016年維多利亞公園年宵市場

- 黃大仙慈雲山邨中央遊樂場 （2025年首次增加）
- 觀塘觀塘遊樂場（由於觀塘遊樂場進行重建工程，故2010年-2015年觀塘年宵市場暫移至康寧道遊樂場舉行，新址為舊有游泳池位置）

新界
- 荃灣沙咀道遊樂場
- 葵青葵涌運動場
- 西貢萬宜遊樂場 （1991年首次增加）[2]
- 將軍澳寶康公園
- 沙田源禾遊樂場
- 大埔天后宮風水廣場
- 屯門天后廟廣場
- 元朗東頭工業區遊樂場
- 上水石湖墟遊樂場

離島
- 東涌達東路花園

其他曾用作年宵市場之地點
- 新蒲崗東啟德遊樂場（－2006年）

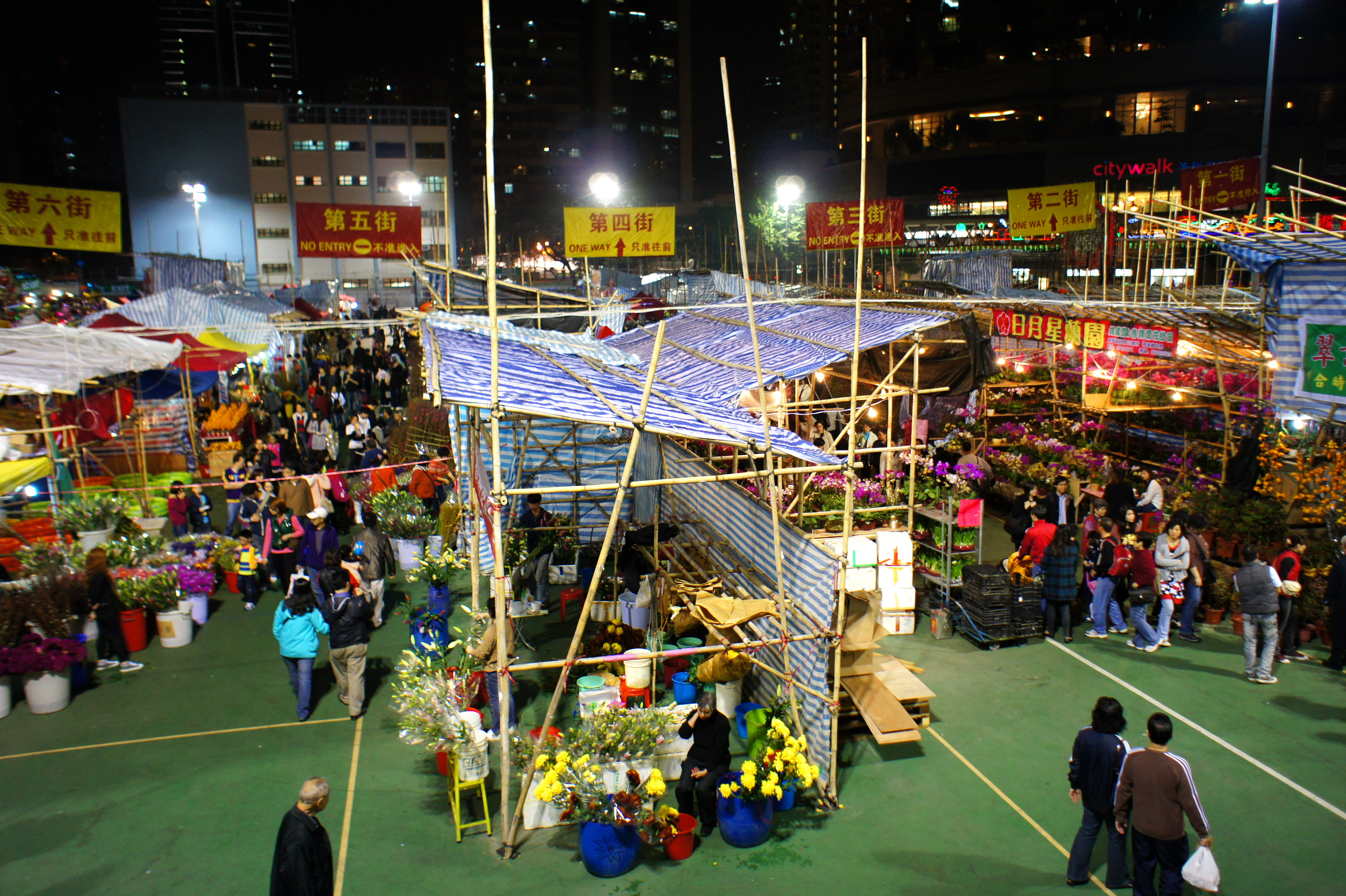
2012年於沙咀道遊樂場舉行的年宵市場

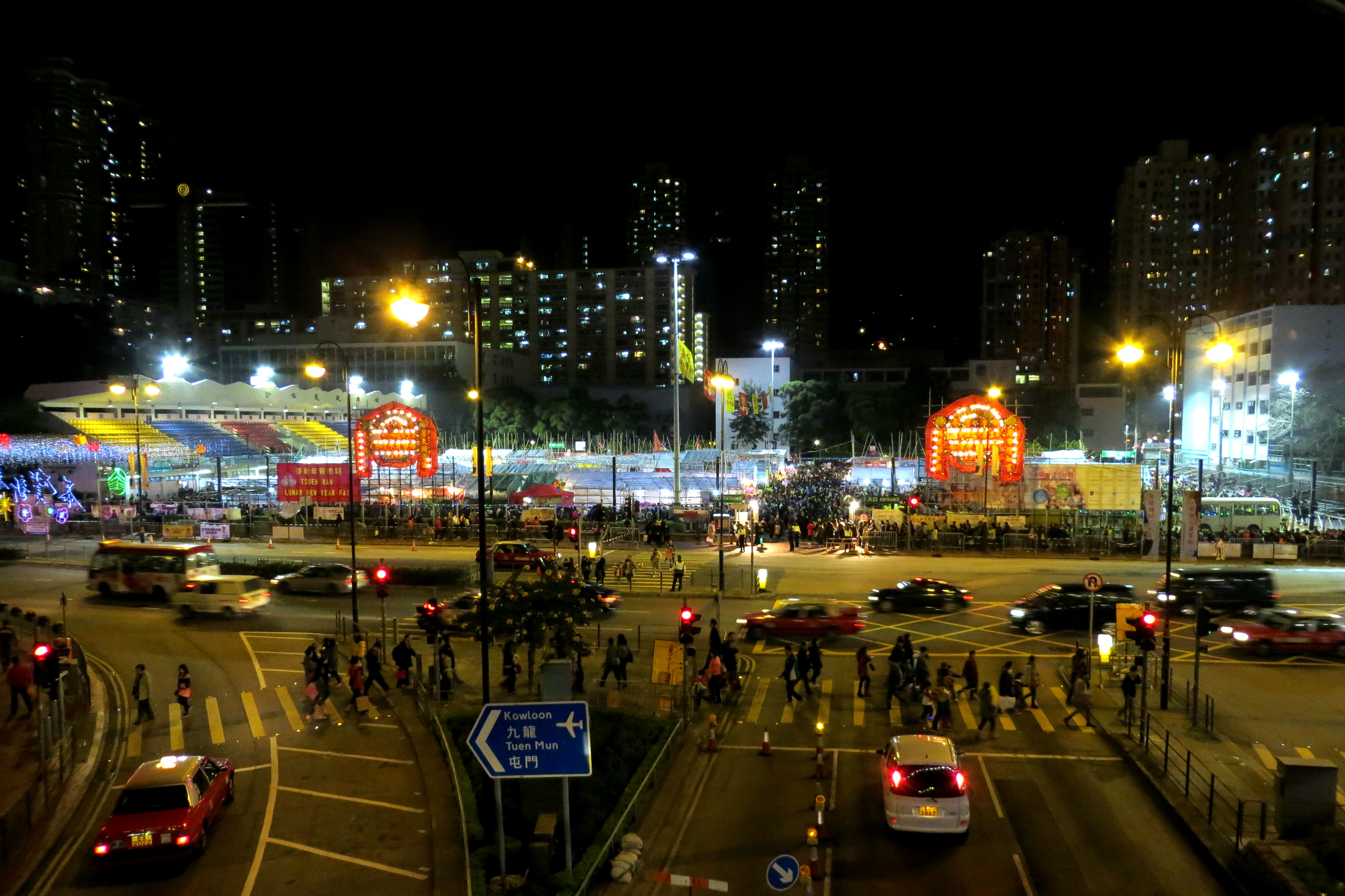
2013年於沙咀道遊樂場舉行的年宵市場

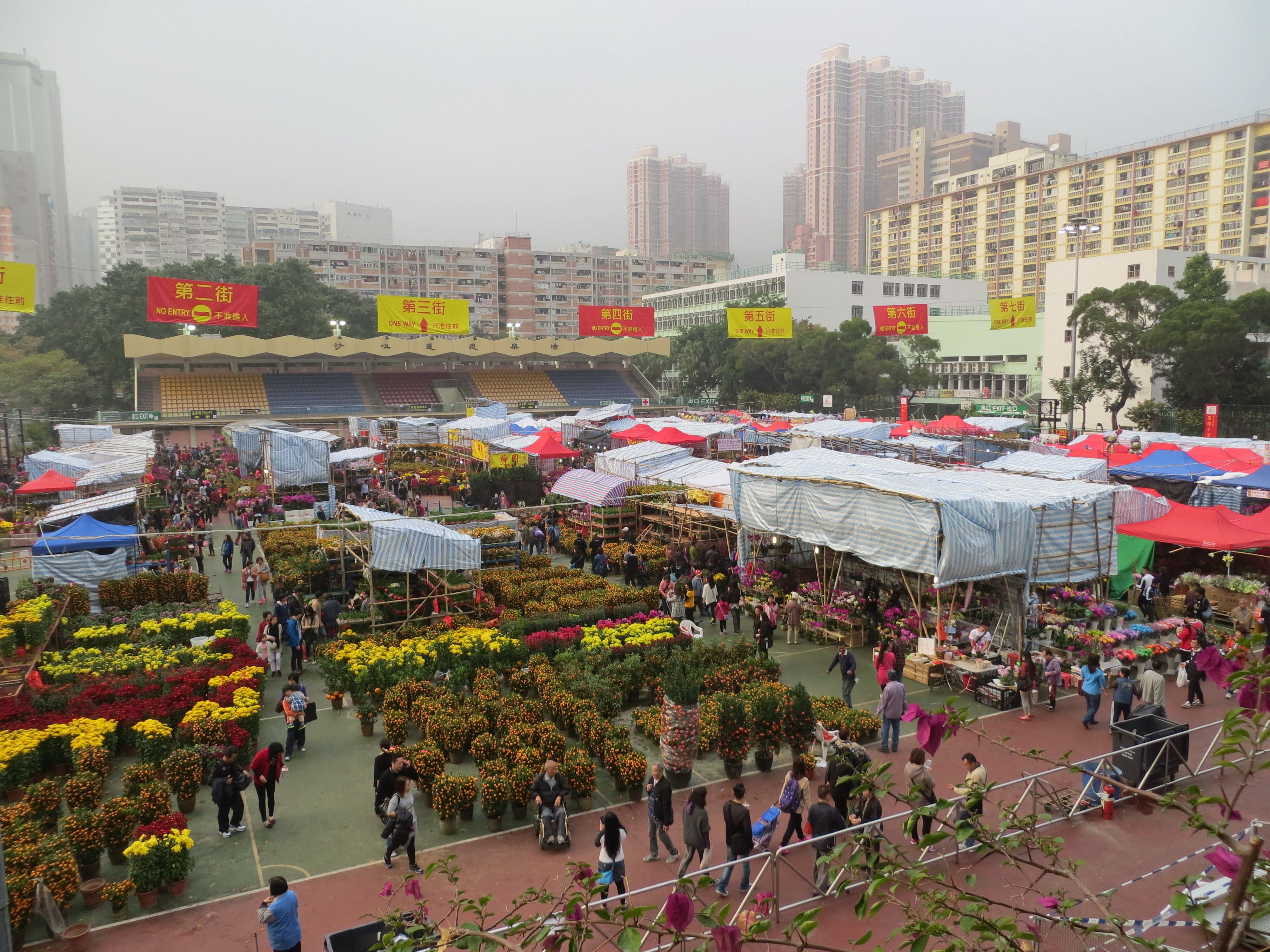
2015年於沙咀道遊樂場舉行的年宵市場

- 大埔運動場（今為大埔綜合大樓）（－2003年）
- 屯門 石排頭遊樂場（－2013年）
- 屯門新墟遊樂場（－2002年）（與新發邨一併拆卸，今為西鐵綫屯門站及V City）
- 大埔頭遊樂場（－2005）
- 元朗安興遊樂場（－2004年）
- 觀塘康寧道遊樂場（2010年－2015年）（臨時）

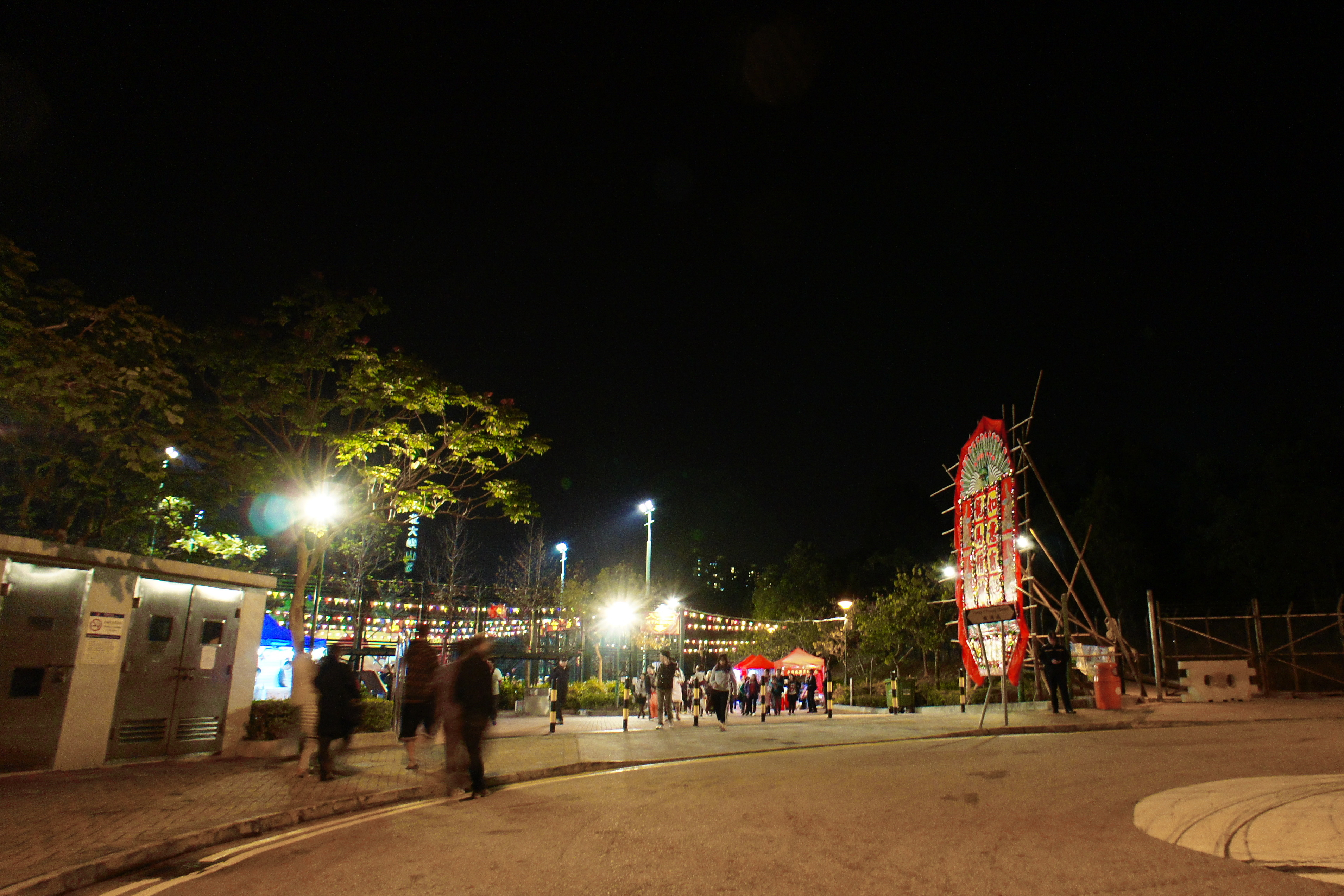
2014年於東涌道足球場舉行的年宵市場入口，前方為東涌道的東北面盡頭迴旋處。

- 黃大仙摩士公園（－2024年）

- 大嶼山東涌道足球場（2014年首次增加）[3]

### 競投方式
每年11月，食環署都會把翌年的年宵市場檔位以價高者得的方式公開競投。

### 年宵市場之最
- 面積最大：銅鑼灣維多利亞公園
- 人數最多：銅鑼灣維多利亞公園
  - 乾貨攤位：300個
  - 濕貨攤位：180個
    - （位於足球場，分為八列，每列60個攤位。2019年和前三列為濕貨攤位，五列為乾貨攤位；2024年四列為濕貨攤位，四列為乾貨攤位）

  - 熟食攤檔：3個（1個大的鄰近銅鑼灣及2個較小的鄰近天后）
- 2007及2015年面積第二大：荃灣沙咀道遊樂場
- 人數第二多：深水埗花墟公園
- 人流最少：大嶼山東涌道足球場[4]

### 經營者
經營者包括中學和大學校內組織、慈善團體、社會團體、政治團體、直銷公司、花農、花店等。

### 文化
由於政府舉辦的年宵市場已設置多年，檔主們已有一個默契，就是只會投回自己一向所用的檔位，以方便顧客。故此，如有外來競爭者加入競投，檔主們都會以不友善的目光對待外來競爭者，甚至以粗言穢語及暴力對待，令其知難而退。不過，如此事件損害政府的庫房收入。近年警方都會派出有組織罪案及三合會調查科探員在拍賣場監察競投過程。
另外，近年部分中學和大學亦開始組織學生競投年宵市場檔位，讓學生可以實習真實市場的交易情況，也令學生能吸收市場學營商經驗。然而由於有校方資助，部分學生會以低價傾銷貨品，曾引起鄰近檔主不滿。

### 爭議

#### 銷毀賣剩年花
以往部份濕貨攤位經營者，不甘滯銷的年花給遊人免費執拾，便把年花當地銷毀，造成浪費，食環署後來在競投攤位時候定下守則，如果有檔主把年花銷毀，署方會把該經營者列入黑名單，來年禁止該檔主競投攤位。自此後，滯銷的年花會被運送給安老中心。

#### 打壓政治內容
2020年年宵市場不設乾貨攤位，食環署聲稱是因人多擠迫，取消乾貨攤位減少人流以保障檔主及到場市民的安全。但亦有人認為是2019年發生反對逃犯條例修訂草案運動後，政府或因不想年宵出現反修例、反時任特首林鄭月娥等以政治為主題的乾貨，又質疑政府是藉此趕絕以年宵初嘗生意體驗的年輕人。年三十晚，政府在維園舉辦的年宵市場人流較往年疏落，氣氛冷清。

#### 防疫措施
2021年
2020年11月10日，食物環境衞生署表示，因應疫情以及紓緩人多擠迫的情況，2021年的年宵市場只提供面積較大的濕貨攤位，集中銷售年花，以配合銷售年花的運作需要，不設乾貨及快餐攤位。
由於2019冠状病毒病疫情持續，香港政府一度於2021年1月8日宣佈該年香港年宵市場取消，其後因花農不滿而向政府交涉，最終政府於同月19日宣佈年宵市場改以「年花銷售點」名義舉行，但攤檔數量減半，同時與前一年一樣，不設乾貨攤位，而且除夕晚不設通宵花市，提早至午夜十二時結束。
2022年
2021年11月3日，受疫情影響，2022年農曆年宵市場只設濕貨攤位銷售年花，將不設乾貨攤位及快餐攤位。所有進入年宵場地人士都必須在進場前使用安心出行應用程式掃描二維碼，或按食環署指示登記姓名、身分證明文件首四位數字或字母、聯絡電話及到訪的日期及時間以作記錄。攤位獲許可人及其工作人員須已完成接種疫苗，及在年宵市場開始前48小時內自費進行一次鼻腔和咽喉合併拭子新冠病毒檢測；如因健康原因不適宜接種疫苗，則須申報及出示醫生證明書，並同樣在年宵市場開始前48小時內自費進行一次檢測。攤檔亦須提供消毒搓手液、定期清潔及消毒，並提供員工名單和聯絡資料供追踪確診者之用。
由於2019冠狀病毒病第五波疫情爆發，香港政府於2022年1月14日宣佈該年香港年宵市場取消。但在旺角花墟買年花的情景已成為年宵市場的延續。
2023年
2023年的年宵市場繼續只設濕貨攤位銷售年花，不設乾貨攤位及快餐攤位，但無需再出示安心出行或疫苗通行證，除夕晚的花市則於翌日凌晨二時正結束。

## 其他年宵市場

### 無牌小販市集
一些無牌小販會在未經政府許可下佔用公眾地方聚集擺賣，貨品包括年花、服飾、賀年糖果、熟食等。過往雖然在法例上不准許無牌流動小販擺賣，但在也執行上並不禁絕。每逢歲晚至新年期間出現不少小販市集也形成傳統。英治時代，公務員相對於小市民，每一位公務員背後有龐大的實力支撐權力的實行，卻有不成文的放寬慣例，農曆新年期間有流動小販是其中一個現象。
2016年以前，每逢農曆新年期間，深水埗桂林街的店舖大部份都會休息，所以都會有大批熟食小販借地營業，吸引不少市民光顧，引成頗具規模而且相比政府年宵花市更墟冚的「桂林夜市」。而屯門良景邨、富泰邨、上水彩園邨、前牛頭角下邨附近橋底，黃大仙巴士總站外及小西灣邨巴士總站等處都有小販擺賣，農曆年間人流不絕，基於農曆新年氣氛，食環署很少在農曆新年期間採取執法行動。2016年旺角騷亂後則嚴格取締，但仍有部份地區出現「地攤」，出售非熟食的物品。

### 一般商業機構
於1999年時在九龍灣的國際展貿中心曾舉辦過室內年宵市場，雖然乾貨的款式不及室外的那麼繁多，加上場地所限，不能像室外的市宵市場般可售賣各式年花，但受到市民歡迎。故主辦單位於2000年在同一地點再次舉辦室內年宵市場，但無論入場人數和受歡迎程度不及1999年。自此主辦單位亦再沒有再舉辦室內年宵市場。兩年主辦單位都有安排免費穿梭巴士，於九龍灣地鐵站（現為港鐵站）和年宵市場外接載遊人往返。
2006年，觀塘的apm市場內設室內年宵市場，規模不及1999年和2000年的室內年宵市場。在2007年，再次有主辦單位在灣仔香港會議展覽中心舉辦室內年宵市場。

### 和你宵

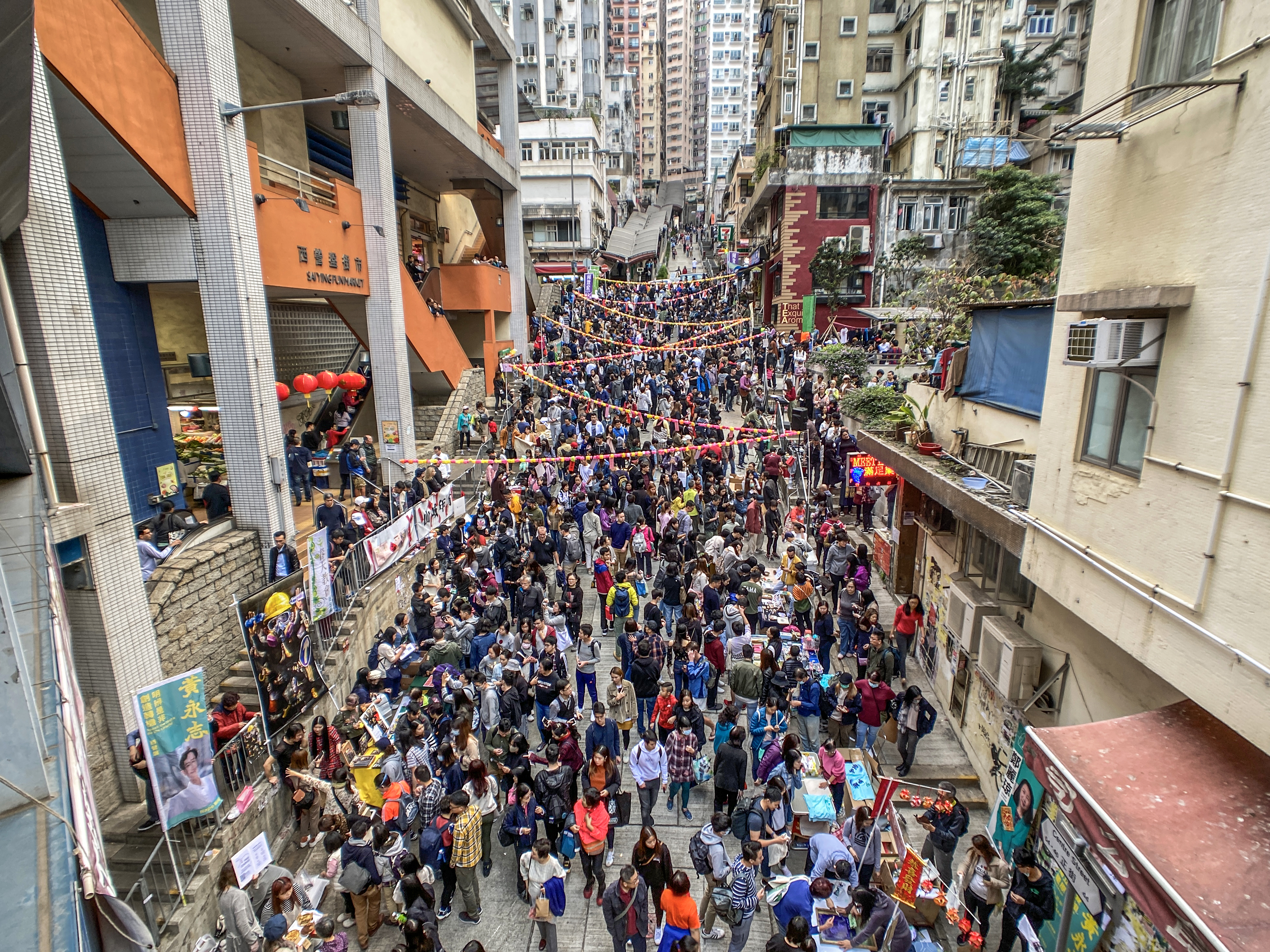
和你宵活動「山城年宵」於2020年1月18及19日在西營盤正街斜路舉行，參與人數眾多。

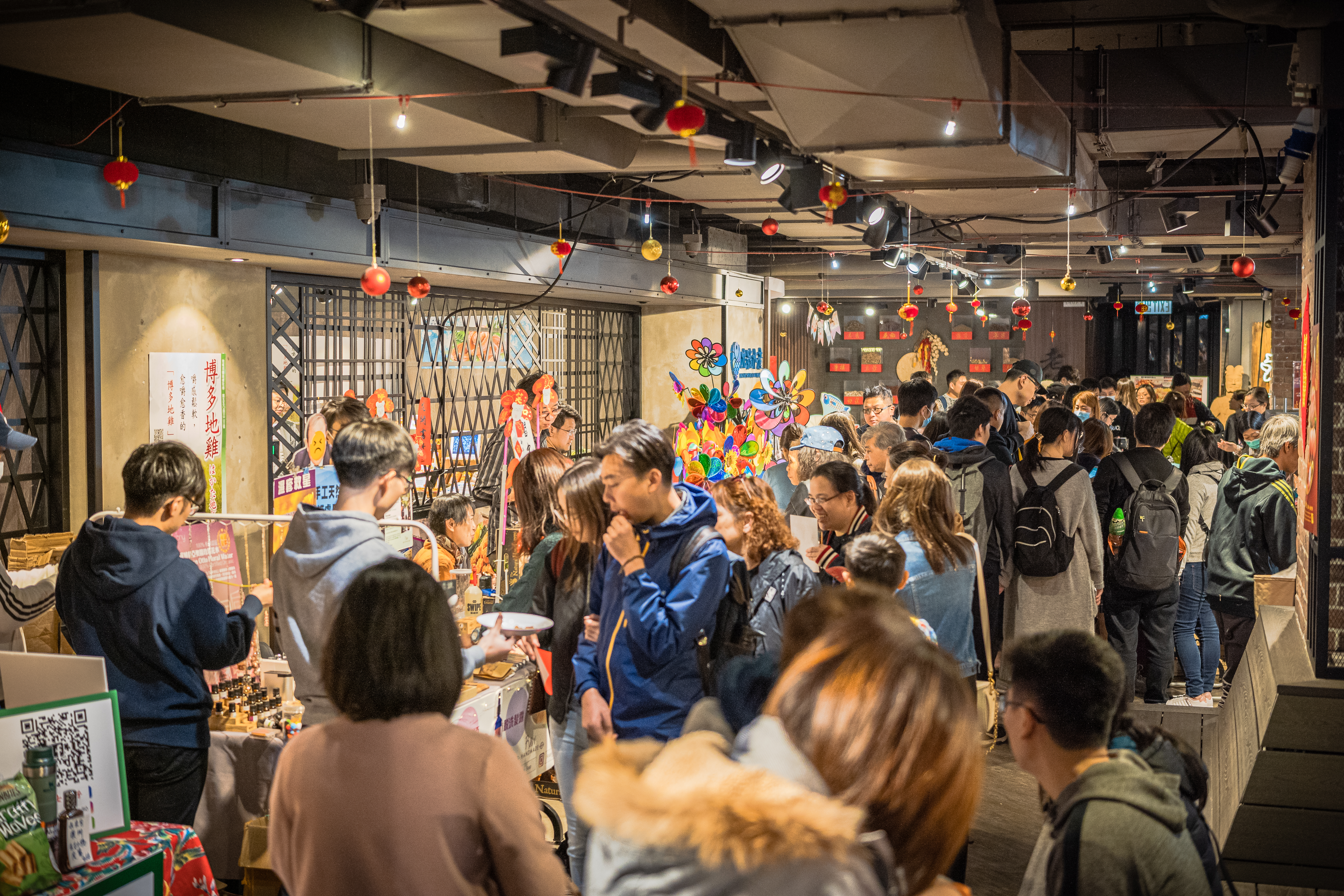
於黃埔天地「九號水產」舉行的室內和你宵活動

因應食環署舉辦的年宵市場在2020年取消乾貨攤位，有反對逃犯條例修訂草案運動支持者在2019年11月起開始計畫在農曆新年期間於香港多區舉辦「和你宵」，呼籲杯葛政府舉辦的年宵市場，同時希望透過參與私人自辦的年宵市場讓「黃店」得而宣傳產品或服務，同時為經濟困難或需要工作機會的運動支持者，擴大黃色經濟圈影響力。然而，香港政府拒絕批出場地供部分「和你宵」活動使用，令黃埔的「和你宵」活動被逼更改形式舉辦，而原定在葵涌邨平台舉行的「和你宵」也被民建聯成員組成的「議會監察」稱宣傳海報展示「連豬」，被房屋署要求取消活動，而位於長沙灣D2 Place的一個市民自發舉辦的年宵市場則頗為熱鬧，有參與者表示希望支持黃色經濟圈。
然而，2023年始主辦單位再沒有舉辦類似市集。

## 鄰近地區年宵市場

### 澳門
- 澳門農曆春節年宵市場

### 廣東省
- 廣州花市
- 深圳迎春花市